# Église de la Trinité et Sainte-Marie de Prats Balaguer
Pour les articles homonymes, voir église de la Trinité.
Ne pas confondre avec l'église Sainte-Marie de Fontpédrouse, dans la même commune.
L'église de la Trinité et Sainte-Marie de Prats Balaguer est une église romane située à proximité du hameau de Prats Balaguer, commune de Fontpédrouse, dans le département français des Pyrénées-Orientales.

## Historique
L'église actuelle remonte au XIe siècle. Elle a subi plusieurs remaniements et agrandissements postérieurs, dont l'ajout de chapelles latérales et d'une sacristie au XVIIIe siècle.
Un cimetière la borde au sud.
En 2012, l'édifice ne fait l'objet d'aucune protection au titre des Monuments historiques.

## Architecture
L'ensemble de l'église est extérieurement recouvert par un épais crépi, ne laissant que fort peu apparaître les maçonneries.
L'édifice comporte une nef unique de trois travées irrégulières, se terminant à l'est sur une abside semi-circulaire voûtée en cul-de-four. La dernière travée fait office de travée de chœur.
La façade ouest comporte un simple portail en plein cintre, surmonté par un oculus.
La nef est flanquée au nord par deux chapelles, et au sud par une chapelle (au niveau de la deuxième travée) et de la sacristie (au niveau de la troisième travée).
L'abside est percée de deux fenêtres à double ébrasement, une orientée vers l'Est mais légèrement désaxée, et l'autre orientée vers le sud-est. Le côté nord de l'abside est conforté par deux imposants contreforts. Des bandes lombardes subsistent, recouvertes par un épais crépi.
Au sud, entre les deuxième et troisième travées, intercalée entre la chapelle latérale sud et la sacristie, s'élève une tour de clocher de forme carrée. Cette tour comporte à son dernier étage quatre grandes baies en plein cintre ouvertes sur chaque face. Quelques trous de boulin sont visibles. Un escalier donne accès à une porte ouverte sur la face sud de la tour.

## Photographies

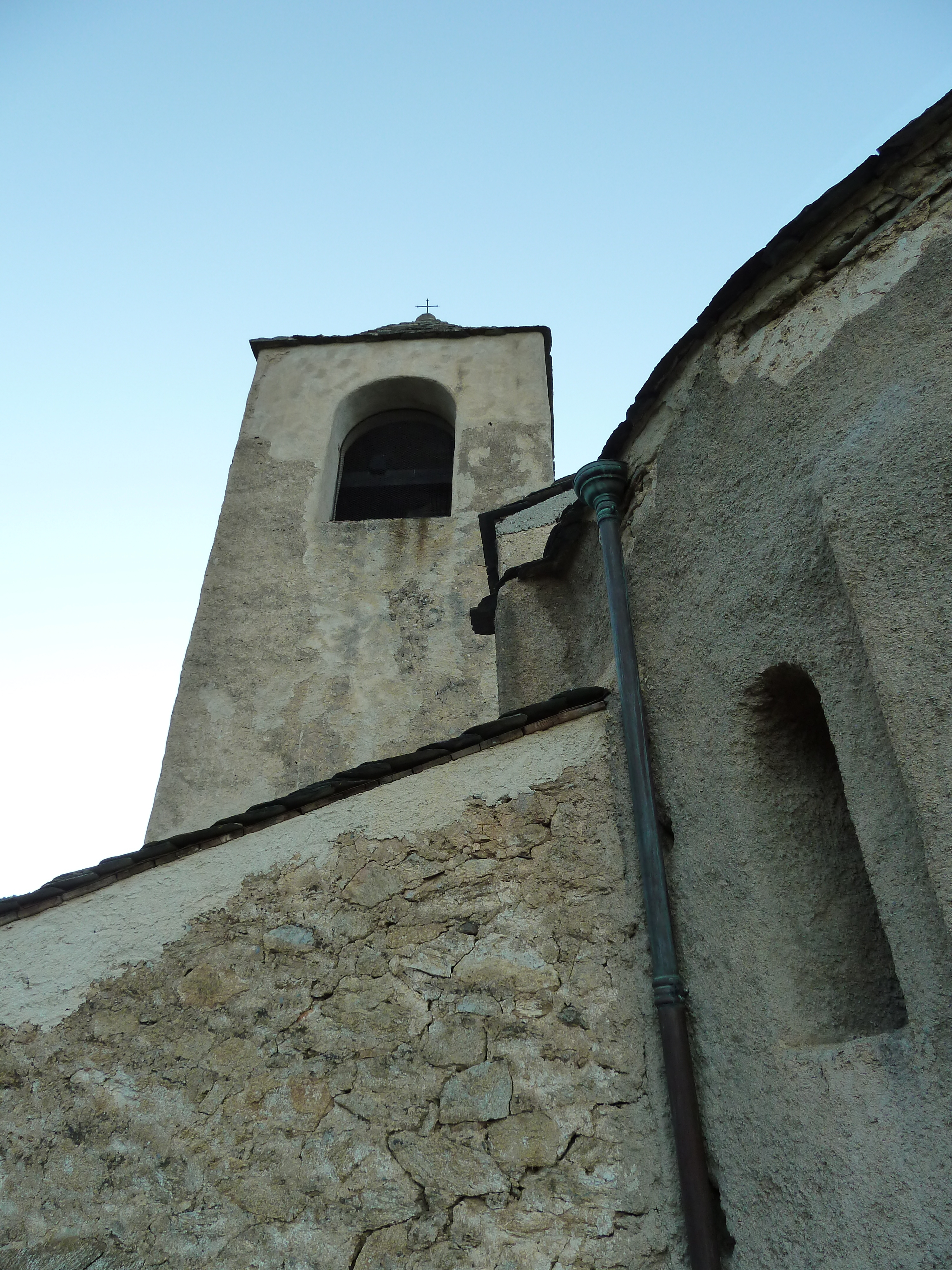
Abside orientale et clocher
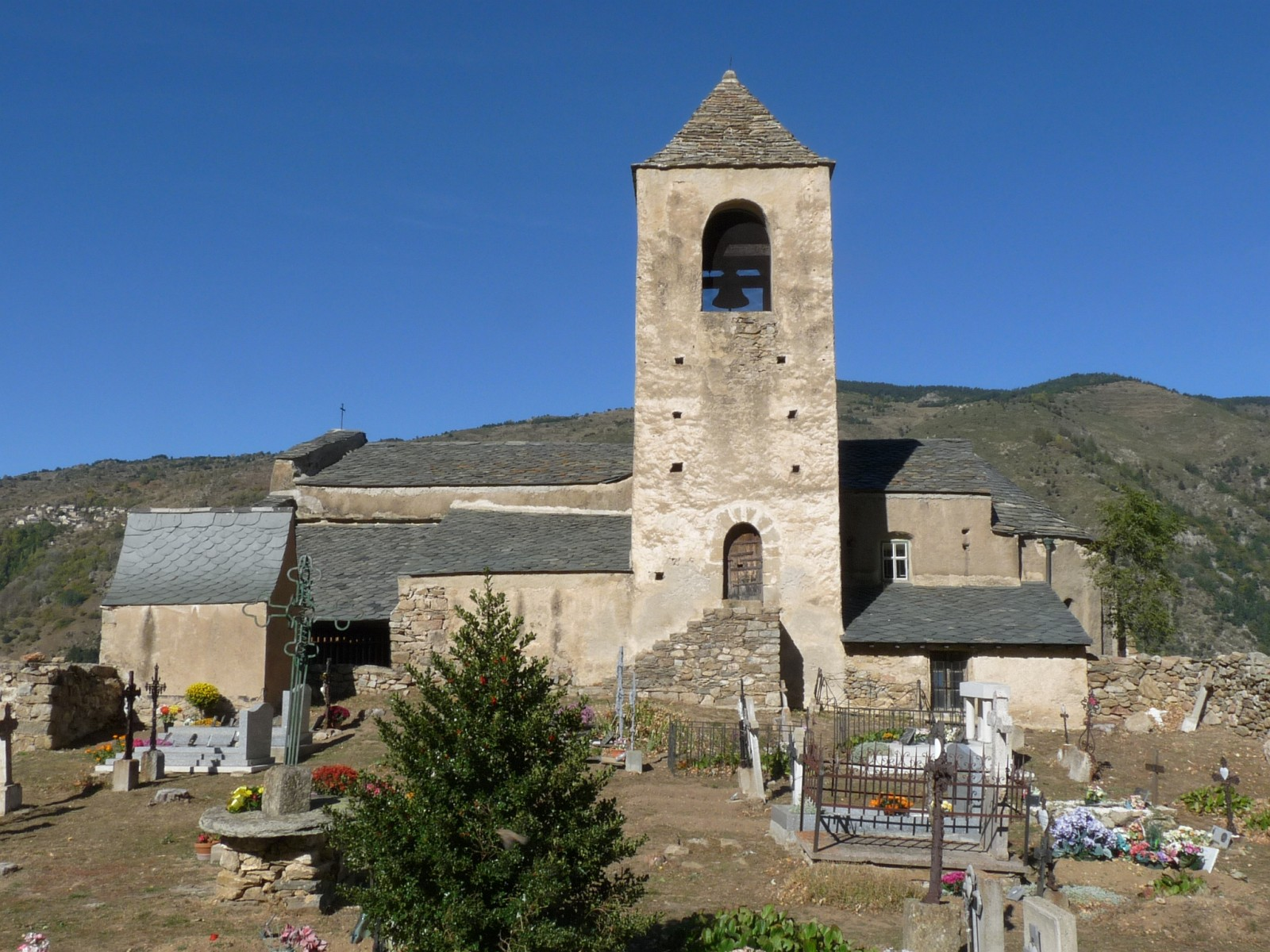
Façade latérale sud et clocher
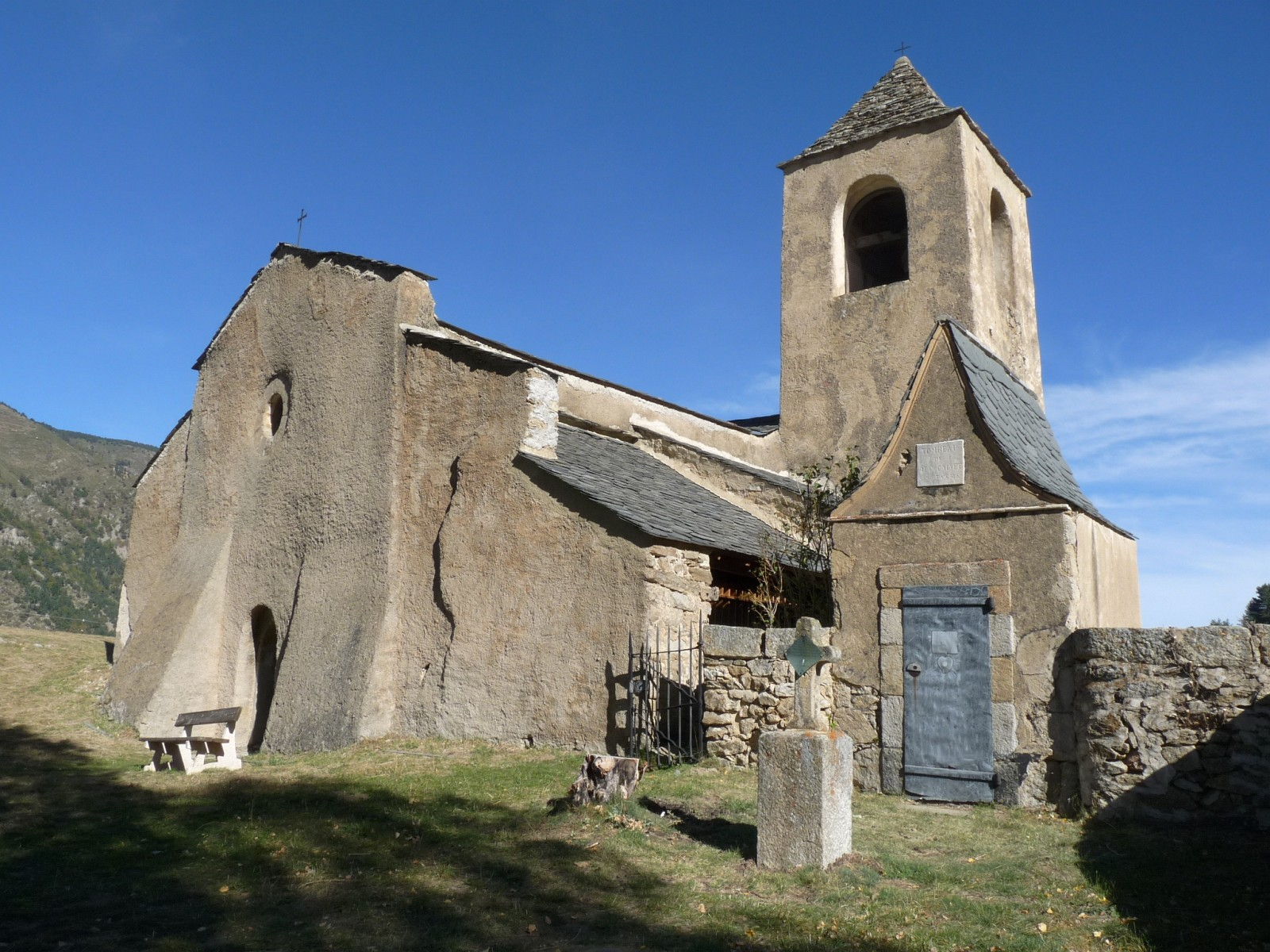
Avec la façade, à l'ouest
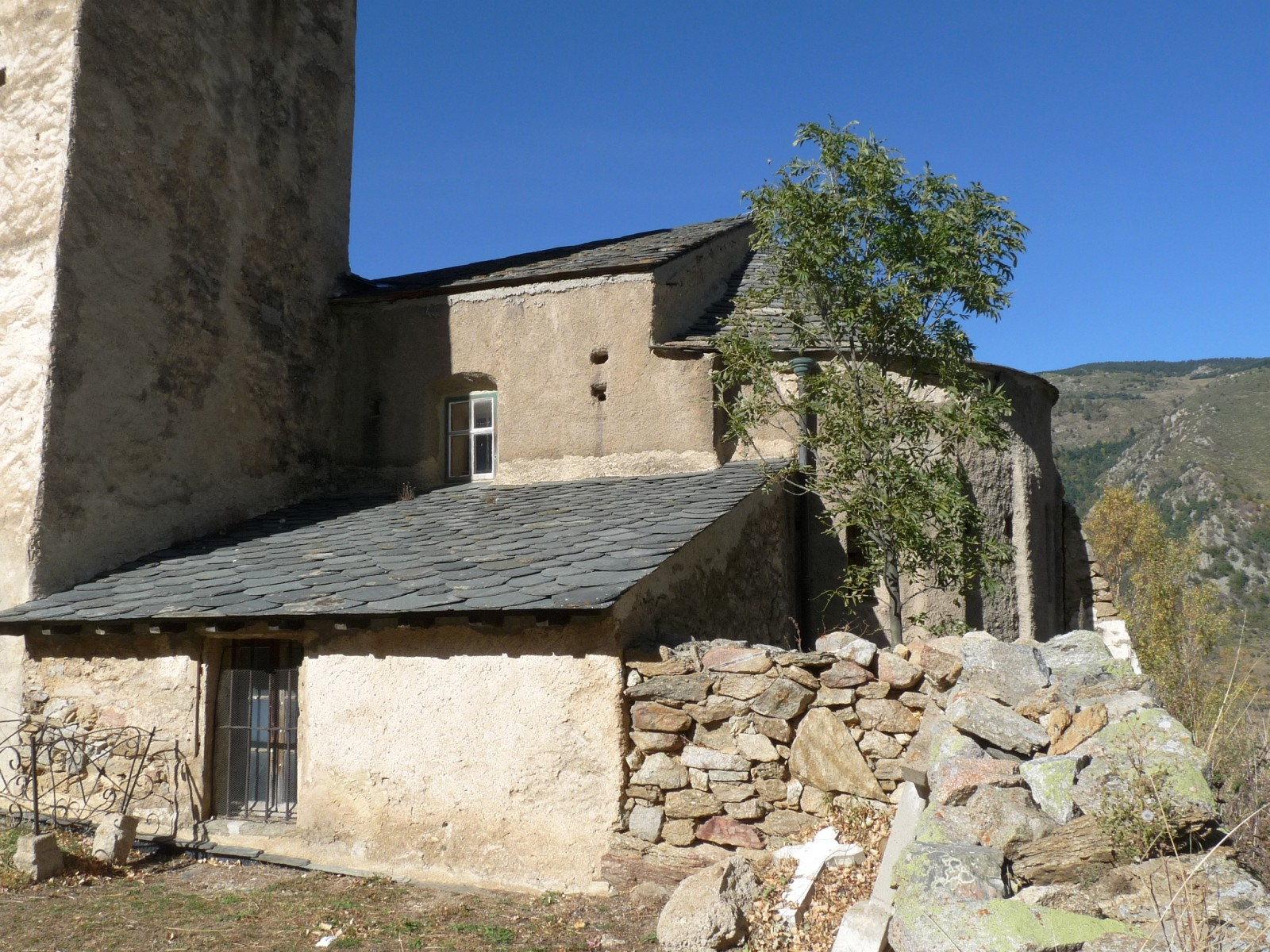
L'abside

### Fiches du ministère de la Culture
- « Statue : Vierge à l'Enfant assise », notice no PM66000393, sur la plateforme ouverte du patrimoine, base Palissy, ministère français de la Culture.
- « Chapiteau style roman », notice no PM66000394, sur la plateforme ouverte du patrimoine, base Palissy, ministère français de la Culture.
- « Statue : archange Gabriel (l') », notice no PM66000395, sur la plateforme ouverte du patrimoine, base Palissy, ministère français de la Culture.
- « Croix de procession », notice no PM66000396, sur la plateforme ouverte du patrimoine, base Palissy, ministère français de la Culture.
- « Fer à hosties », notice no PM66000397, sur la plateforme ouverte du patrimoine, base Palissy, ministère français de la Culture.
- « Statue, chaire à prêcher, armoire (chaire de procession) art populaire : Vierge à l'Enfant », notice no PM66000398, sur la plateforme ouverte du patrimoine, base Palissy, ministère français de la Culture.
- « Banc, table dit du Pansenyader », notice no PM66000399, sur la plateforme ouverte du patrimoine, base Palissy, ministère français de la Culture.
- « Retable de la Vierge, tableaux, statue : sainte », notice no PM66000400, sur la plateforme ouverte du patrimoine, base Palissy, ministère français de la Culture.
- « Retable, tableaux, statues du maître-autel », notice no PM66000401, sur la plateforme ouverte du patrimoine, base Palissy, ministère français de la Culture.
- « 11 pièces murales (tenture du Jeudi Saint) », notice no PM66001433, sur la plateforme ouverte du patrimoine, base Palissy, ministère français de la Culture.
- « 2 statues : anges céroféraires », notice no PM66001434, sur la plateforme ouverte du patrimoine, base Palissy, ministère français de la Culture.
- « 2 panneaux peints (éléments d'un monument du Jeudi Saint) : instruments de la Passion », notice no PM66001435, sur la plateforme ouverte du patrimoine, base Palissy, ministère français de la Culture.
- « Reposoir et son escalier », notice no PM66001436, sur la plateforme ouverte du patrimoine, base Palissy, ministère français de la Culture.
- « Chandelier des ténèbres », notice no PM66001437, sur la plateforme ouverte du patrimoine, base Palissy, ministère français de la Culture.
- « Tabernacle, dit sacraire », notice no PM66001438, sur la plateforme ouverte du patrimoine, base Palissy, ministère français de la Culture.
- « Monument du Jeudi Saint », notice no PM66001444, sur la plateforme ouverte du patrimoine, base Palissy, ministère français de la Culture.